# Округ Шони (Канзас)
Округ Шони (енгл. Shawnee County) је округ у америчкој савезној држави Канзас. По попису из 2010. године број становника је 177.934. Седиште округа је град Топика.

## Демографија
Према попису становништва из 2010. у округу је живело 177.934 становника, што је 8.063 (4,7%) становника више него 2000. године.
| Група             | 2000.           | 2010.           |
| Белци             | 135.752 (79,9%) | 134.549 (75,6%) |
| Афроамериканци    | 15.337 (9,0%)   | 15.280 (8,6%)   |
| Азијати           | 1.618 (1,0%)    | 2.085 (1,2%)    |
| Хиспаноамериканци | 12.330 (7,3%)   | 19.303 (10,8%)  |
| Укупно            | 169.871         | 177.934         |